# Galina Zybina
Galina Ivanovna Zybina (ryska: Галина Ивановна Зыбина), född 22 januari 1931 i Sankt Petersburg, död 10 augusti 2024, var en rysk kulstötare, diskuskastare, spjutkastare och tränare som tävlade för Sovjetunionen under sin aktiva karriär.
Zybina blev olympisk mästare i kulstötning vid olympiska sommarspelen 1952 i Helsingfors.